# Moisés Vieira da Veiga
Moisés Vieira da Veiga, meglio noto come Moisés (Morro da Fumaça, 2 settembre 1996), è un calciatore brasiliano, attaccante del Fortaleza.

## Carriera
Dopo aver militato a lungo nelle serie minori del campionato brasiliano, nella stagione 2020 si è accasato alla Ponte Preta, con la quale ha giocato per due stagioni nella seconda divisione brasiliana. Poco prima dell'inizio della stagione 2022, viene acquistato dal Fortaleza, firmando un contratto valido fino al 2024; ha esordito nel Brasileirão il 10 aprile successivo, nell'incontro perso per 0-1 contro il Cuiabá.

## Statistiche

### Presenze e reti nei club
Statistiche aggiornate al 9 giugno 2023.
| Stagione           | Squadra            | Campionato         | Campionato | Campionato | Coppe nazionali | Coppe nazionali | Coppe nazionali | Coppe continentali | Coppe continentali | Coppe continentali | Altre coppe | Altre coppe | Altre coppe | Totale | Totale |
| Stagione           | Squadra            | Comp               | Pres       | Reti       | Comp            | Pres            | Reti            | Comp               | Pres               | Reti               | Comp        | Pres        | Reti        | Pres   | Reti   |
| ------------------ | ------------------ | ------------------ | ---------- | ---------- | --------------- | --------------- | --------------- | ------------------ | ------------------ | ------------------ | ----------- | ----------- | ----------- | ------ | ------ |
| 2019               | Hercílio Luz       | PD/SC+D            | 10+1       | 1+0        |                 | -               | -               |                    | -                  | -                  |             | -           | -           | 11     | 1      |
| 2019               | Concórdia          | SD/SC              | 19         | 7          |                 | -               | -               |                    | -                  | -                  |             | -           | -           | 19     | 7      |
| 2019               | Brusque            | D                  | 0          | 0          |                 | -               | -               |                    | -                  | -                  |             | -           | -           | 0      | 0      |
| 2020               | Concórdia          | PD/SC              | 9          | 3          |                 | -               | -               |                    | -                  | -                  |             | -           | -           | 9      | 3      |
| 2020               | Ponte Preta        | A1/SP+B            | 4+28       | 1+4        | CB              | 3               | 1               |                    | -                  | -                  |             | -           | -           | 35     | 6      |
| 2021               | Ponte Preta        | A1/SP+B            | 14+37      | 6+7        | CB              | 2               | 0               |                    | -                  | -                  |             | -           | -           | 53     | 13     |
| Totale Ponte Preta | Totale Ponte Preta | Totale Ponte Preta | 83         | 18         |                 | 5               | 1               |                    | -                  | -                  |             | -           | -           | 88     | 19     |
| 2022               | Fortaleza          | PD/CE+A            | 6+37       | 2+7        | CB              | 5               | 1               | CL                 | 8                  | 3                  | CdN         | 10          | 3           | 66     | 16     |
| 2022               | Fortaleza          | PD/CE+A            | 3+6        | 0+3        | CB              | 3               | 0               | CL+CS              | 0+4                | 1                  | CdN         | 3           | 1           | 19     | 5      |
| Totale Fortaleza   | Totale Fortaleza   | Totale Fortaleza   | 52         | 12         |                 | 8               | 1               |                    | 12                 | 4                  |             | 13          | 4           | 85     | 21     |
| Totale carriera    | Totale carriera    | Totale carriera    | 174        | 41         |                 | 13              | 2               |                    | 12                 | 4                  |             | 13          | 4           | 212    | 51     |

## Palmarès

### Club

#### Competizioni statali
- Copa Santa Catarina: 1

Brusque: 2019
- Campionato Cearense: 2

Fortaleza: 2022, 2023

#### Competizioni regionali
- Copa do Nordeste: 2

Fortaleza: 2022, 2024

### Individuale
- Capocannoniere della Copa do Nordeste: 1

2024 ( 7 reti)